# 山陽花の寺二十四か寺
山陽花の寺二十四か寺（さんようはなのてらにじゅうよんかじ）は、山口県・岡山県・広島県に点在する24か所の霊場のこと。

## 概要
2010年（平成22年）4月8日に開創された。
広島県の大聖院を起点とし山口県、岡山県と巡り平和都市広島市の観音寺を終点とした。霊場の道筋を「ピースロード」と称し、開創の目的の一つとして平和への願いが込められている。
当霊場会では、山口県を「芳（かぐわし）の国」、岡山県を「美（うるわし）の国」、広島県を「癒（いやし）の国」と称する。各寺院の代表的な花（または植物）を定め、霊場のシンボルフラワーとして沙羅の花を各寺院に植樹する。霊場会の事務局は大聖院に置かれている。

## 霊場一覧
| 札所   | 山号     | 寺     | 宗派           | 本尊                   | 寺の花                         | 所在地                       |
| ------ | -------- | ------ | -------------- | ---------------------- | ------------------------------ | ---------------------------- |
| 第1番  | 多喜山   | 大聖院 | 真言宗御室派   | 十一面観世音菩薩       | アセビ、モミジ                 | 広島県廿日市市宮島町210      |
| 第2番  | 二井寺山 | 二井寺 | 真言宗御室派   | 十一面観世音菩薩       | 山ツツジ、山ツバキ             | 山口県岩国市周東町用田866    |
| 第3番  | 神峰山   | 般若寺 | 真言宗御室派   | 十一面観世音菩薩       | しだれ桜、ツツジ               | 山口県熊毛郡平生町宇佐木1166 |
| 第4番  | 鹿苑山   | 漢陽寺 | 臨済宗南禅寺派 | 聖観世音菩薩           | モミジ、ツツジ                 | 山口県周南市鹿野上2872       |
| 第5番  | 瀧塔山   | 龍蔵寺 | 真言宗御室派   | 馬頭観世音菩薩         | ボタン、モミジ                 | 山口県山口市吉敷1750         |
| 第6番  | 岩屋山   | 地蔵院 | 高野山真言宗   | 延命地蔵菩薩           | サクラ、シャクナゲ             | 山口県山口市吉敷1750         |
| 第7番  | 松江山   | 宗隣寺 | 臨済宗東福寺派 | 無量寿佛               | サツキ、モミジ、サクラ         | 山口県宇部市小串210          |
| 第8番  | 清水山   | 東行庵 | 曹洞宗         | 白衣観世音菩薩         | 花菖蒲、ウメ、モミジ           | 山口県下関市吉田町1184       |
| 第9番  | 金山     | 功山寺 | 曹洞宗         | 釈迦牟尼仏             | モミジ、サクラ、シャクナゲ     | 山口県下関市長府川端1-2-3    |
| 第10番 | 医王山   | 木山寺 | 高野山真言宗   | 薬師瑠璃光如来         | アジサイ、モミジ               | 岡山県真庭市木山1212         |
| 第11番 | 金龍山   | 玉泉寺 | 高野山真言宗   | 大日如来               | オオヤマレンゲ、シャクナゲ     | 岡山県真庭市鉄山857          |
| 第12番 | 栃社山   | 誕生寺 | 浄土宗         | 圓光大師               | イチョウ、モミジ、サツキ       | 岡山県久米郡久米南町里方808  |
| 第13番 | 恵龍山   | 大聖寺 | 真言宗大覚寺派 | 大聖不動明王           | アジサイ、仙翁花               | 岡山県美作市大聖寺1          |
| 第14番 | 大滝山   | 西法院 | 高野山真言宗   | 愛染明王               | アジサイ、モミジ               | 岡山県備前市大内995          |
| 第15番 | 千手山   | 遍明院 | 高野山真言宗   | 五智如来・前仏不動明王 | シイ、クスの花、モミジ         | 岡山県瀬戸内市牛窓町千手239  |
| 第16番 | 上寺山   | 餘慶寺 | 天台宗         | 千手観世音菩薩         | サクラ、ハス、スイレン         | 岡山県瀬戸内市邑久町北島1187 |
| 第17番 | 補陀洛山 | 円通寺 | 曹洞宗         | 聖観世音菩薩           | ツツジ、サクラ                 | 岡山県倉敷市玉島柏島451      |
| 第18番 | 中道山   | 明王院 | 真言宗大覚寺派 | 十一面観世音菩薩       | サツキ、アジサイ               | 広島県福山市草戸町1473       |
| 第19番 | 摩尼山   | 西國寺 | 真言宗醍醐派   | 薬師瑠璃光如来         | サクラ、アジサイ               | 広島県尾道市西久保町29-27    |
| 第20番 | 大宝山   | 千光寺 | 真言宗単立     | 千手観世音菩薩         | サクラ、ツツジ                 | 広島県尾道市東土堂町15-1     |
| 第21番 | 御許山   | 佛通寺 | 臨済宗佛通寺派 | 釈迦如来               | モミジ、サクラ                 | 広島県三原市高坂町許山22     |
| 第22番 | 応海山   | 棲眞寺 | 臨済宗妙心寺派 | 千手千眼大悲観世音菩薩 | ハス、サクラ                   | 広島県三原市大和町平坂2033   |
| 第23番 | 善応山   | 福寿院 | 臨済宗妙心寺派 | 十一面観世音菩薩       | ユリ、シャクヤク、グラジオラス | 広島県東広島市西条本町5-37   |
| 第24番 | 補陀落山 | 觀音寺 | 臨済宗妙心寺派 | 十一面観世音菩薩       | アジサイ、ツバキ               | 広島県広島市佐伯区坪井町736  |